# Hacıbeyli (Kozan)
Hacıbeyli ist ein Ortsteil (Mahalle) im Landkreis Kozan der türkischen Provinz Adana mit 744 Einwohnern (Stand: Ende 2024). Im Jahr 2011 zählte Hacıbeyli 967 Einwohner.